# Platja de Capicorb
La Platja de Capicorb és una platja del municipi d'Alcalà de Xivert en la comarca del Baix Maestrat (País Valencià).
Aquesta platja limita al nord amb la desembocadura del riu Sant Miquel i al sud amb el terme de Torreblanca.
És una platja oberta i tranquil·la, de còdols i grava, amb un nivell d'ocupació baix, i situada en un entorn semiurbà. És una platja estreta, excepte front l'ermita de Sant Antoni, on s'amplia fins als 20 m.